# BRMS1L
BRMS1L (англ. Breast cancer metastasis-suppressor 1 like) – білок, який кодується однойменним геном, розташованим у людей на 14-й хромосомі. Довжина поліпептидного ланцюга білка становить 323 амінокислот, а молекулярна маса — 37 629.
| 10         |  | 20         |  | 30         |  | 40         |  | 50         |
| ---------- |  | ---------- |  | ---------- |  | ---------- |  | ---------- |
| MPVHSRGDKK |  | ETNHHDEMEV |  | DYAENEGSSS |  | EDEDTESSSV |  | SEDGDSSEMD |
| DEDCERRRME |  | CLDEMSNLEK |  | QFTDLKDQLY |  | KERLSQVDAK |  | LQEVIAGKAP |
| EYLEPLATLQ |  | ENMQIRTKVA |  | GIYRELCLES |  | VKNKYECEIQ |  | ASRQHCESEK |
| LLLYDTVQSE |  | LEEKIRRLEE |  | DRHSIDITSE |  | LWNDELQSRK |  | KRKDPFSPDK |
| KKPVVVSGPY |  | IVYMLQDLDI |  | LEDWTTIRKA |  | MATLGPHRVK |  | TEPPVKLEKH |
| LHSARSEEGR |  | LYYDGEWYIR |  | GQTICIDKKD |  | ECPTSAVITT |  | INHDEVWFKR |
| PDGSKSKLYI |  | SQLQKGKYSI |  | KHS        |  |            |  |            |

A: Аланін

C: Цистеїн

D: Аспарагінова кислота

E: Глутамінова кислота

F: Фенілаланін

G: Гліцин

H: Гістидин

I: Ізолейцин

K: Лізин

L: Лейцин

M: Метіонін

N: Аспарагін

P: Пролін

Q: Глутамін

R: Аргінін

S: Серин

T: Треонін

V: Валін

W: Триптофан

Кодований геном білок за функціями належить до репресорів, фосфопротеїнів. 
Задіяний у таких біологічних процесах, як транскрипція, регуляція транскрипції, регуляція росту, альтернативний сплайсинг. 
Локалізований у ядрі.